# Episodi di Delitti ai Tropici (prima stagione)
La prima stagione della serie televisiva Delitti ai Tropici, composta da 8 episodi, è stata trasmessa dal 22 novembre al 13 dicembre 2019 su France 2.
In Italia è stata trasmessa dal 19 novembre al 10 dicembre 2020 su Fox Crime con il titolo Deadly Tropics, mentre in chiaro è stata trasmessa dal 4 al 25 luglio 2023 su Rete 4 con il titolo Delitti ai Caraibi.
| nº | Titolo originale  | Titolo italiano              | Prima TV Francia | Prima TV Italia  |
| -- | ----------------- | ---------------------------- | ---------------- | ---------------- |
| 1  | Les Anses d'Arlet | Adolescenti in fuga          | 22 novembre 2019 | 19 novembre 2020 |
| 2  | La Cherry         | Delitti in corsia            | 22 novembre 2019 | 19 novembre 2020 |
| 3  | Forêt de Reculée  | Una nuova vita in Martinica  | 29 novembre 2019 | 26 novembre 2020 |
| 4  | Trenelle Citron   | Influencer                   | 29 novembre 2019 | 26 novembre 2020 |
| 5  | Anse Caffard      | Doppia vita                  | 6 dicembre 2019  | 3 dicembre 2020  |
| 6  | Balata            | Delitto al giardino botanico | 6 dicembre 2019  | 3 dicembre 2020  |
| 7  | Le Diamant        | Bambola assassina            | 13 dicembre 2019 | 10 dicembre 2020 |
| 8  | Grande Anse       | Scomode verità               | 13 dicembre 2019 | 10 dicembre 2020 |

## Adolescenti in fuga
- Titolo originale: Les Anses d'Arlet
- Diretto da:
- Scritto da:

## Delitti in corsia
- Titolo originale: La Cherry
- Diretto da:
- Scritto da:

## Una nuova vita in Martinica
- Titolo originale: Forêt de Reculée
- Diretto da:
- Scritto da:

## Influencer
- Titolo originale: Trenelle Citron
- Diretto da:
- Scritto da:

## Doppia vita
- Titolo originale: Anse Caffard
- Diretto da:
- Scritto da:

## Delitto al giardino botanico
- Titolo originale: Balata
- Diretto da:
- Scritto da:

## Bambola assassina
- Titolo originale: Le Diamant
- Diretto da:
- Scritto da:

## Scomode verità
- Titolo originale: Grande Anse
- Diretto da:
- Scritto da: